# Clube Atlético Tubarão
Il Clube Atlético Tubarão, meglio noto come Atlético Tubarão, è una società calcistica brasiliana con sede nella città di Tubarão.

## Storia

### Fondazione
Fondata il 14 aprile 2005 come Associação Cultural Recreativa e Esportiva Cidade Azul, il club ha iniziato bene la sua storia nello scenario di Santa Catarina. Nella sua prima gara in Serie B1 del Campionato Catarinense del 2005, vince nel primo turno, con otto vittorie e una sconfitta in nove partite. Nella finale battono gli Operários Mafrenses, vincendo il titolo e assieme a un posto nella semifinale del campionato. Nel secondo turno invece concludono al sesto posto, qualificandosi per i quarti di finale e chiudendo nella semifinale del ritorno. Tuttavia la squadra è stata automaticamente qualificata per la semifinale generale della lega contro la Figueirense B. Nonostante la Figueirenze abbia vinto e sia andata in finale, la Federazione non consente l'accesso a squadre di riserva, o le cosiddette squadre "B", per cui la Cidade viene ammessa nella serie A2.

### Accesso in A2
La Série A2 , diventata poi nota come Divisão Especial ha riunito squadre che non erano nella Serie A (Figueirense) e B (Avaí) brasiliane, oltre ai primi due posti della serie B1 del 2005 (Cidade Azul ed Próspera), per un totale di 12 squadre. La pressione di affrontare squadre tradizionali come il Criciúma e il Joinville è stata grande e la Cidade Azul non ha resistito. Ha ottenuto solo nove punti in 11 partite, chiudendo all'11º posto, retrocedendo nella segunda divisão. Nel 2007 le cose sono cambiate, a causa del calendario, il club è entrato nel campo solo nella seconda metà di luglio. La battaglia nella Divisão de Acesso ha avuto inizio l'8 luglio e la squadra vince 1-0 contro la Ferroviário Capivariense. Il resto del primo turno è ragionevole, sufficiente per far sì che la squadra si qualifichi e per vincere il primo turno, che ha dato il diritto alla squadra ad un posto nel finale di campionato. Nel secondo turno la storia si è ripetuta e la squadra di Tubarão ha sollevato la coppa. Dopo aver vinto entrambi i round, ha vinto il Divisão de Acesso 2007 e ha vinto il premio atteso nell'élite del calcio di Santa Catarina nel 2008. Nel 2008 viene nuovamente retrocesso concludendo al decimo posto con soli cinque punti. Negli anni successivi è riuscito a piazzarsi in alto non centrando però la promozione: nel 2010 è arrivato terzo posto con 37 punti. Nel 2011 ancora in terza posizione, con 34 punti. Nel 2012 ha concluso al quarto posto, con 28 punti. Nel 2013 ha concluso al terzo posto con 33 punti. Nel 2014 è arrivato quinto con 28 punti, e nel 2015, conclude al terzo posto, con 36 punti. Infine, nel 2016, con grandi cambiamenti nella struttura del club,  l'Atletico è riuscito a passare all'elite del calcio di Santa Catarina il 30 ottobre 2016 battendo la squadra di Porto 9-1 all'Estádio Heriberto Hulse di Criciúma. Ha perso poi 3 a 1 contro l'Almirante Barroso nell'Estádio Camilo Mussi.

### Cambio del nome
Prima dell'inizio del Campeonato Catarinense del 2008, i tifosi hanno deciso di protestare. Non accettavano più il nome Cidade Azul. Pertanto, il consiglio si è mosso e ha iniziato il processo per cambiare il nome del club in Clube Atlético Tubarão. Tuttavia, per ottenere il certificato dalla Federazione Catarinense e cambiare il nome, il club ha dovuto pagare debiti con l'INSS e Federal Revenue. Dopo aver cancellato i debiti hanno cambiato il nome.

## Palmarès

### Competizioni statali
- Campeonato Catarinense Série C: 2

2007, 2023
- Copa Santa Catarina: 1

2017